# Phật giáo Nhật Bản
Nhật Bản là quốc gia có số lượng Phật tử chiếm 34,9% dân số, có khoảng 377,000 tăng sĩ (2014). Có ngôi chùa gỗ cổ nhất thế giới Hōryūji (Pháp Long Tự). 

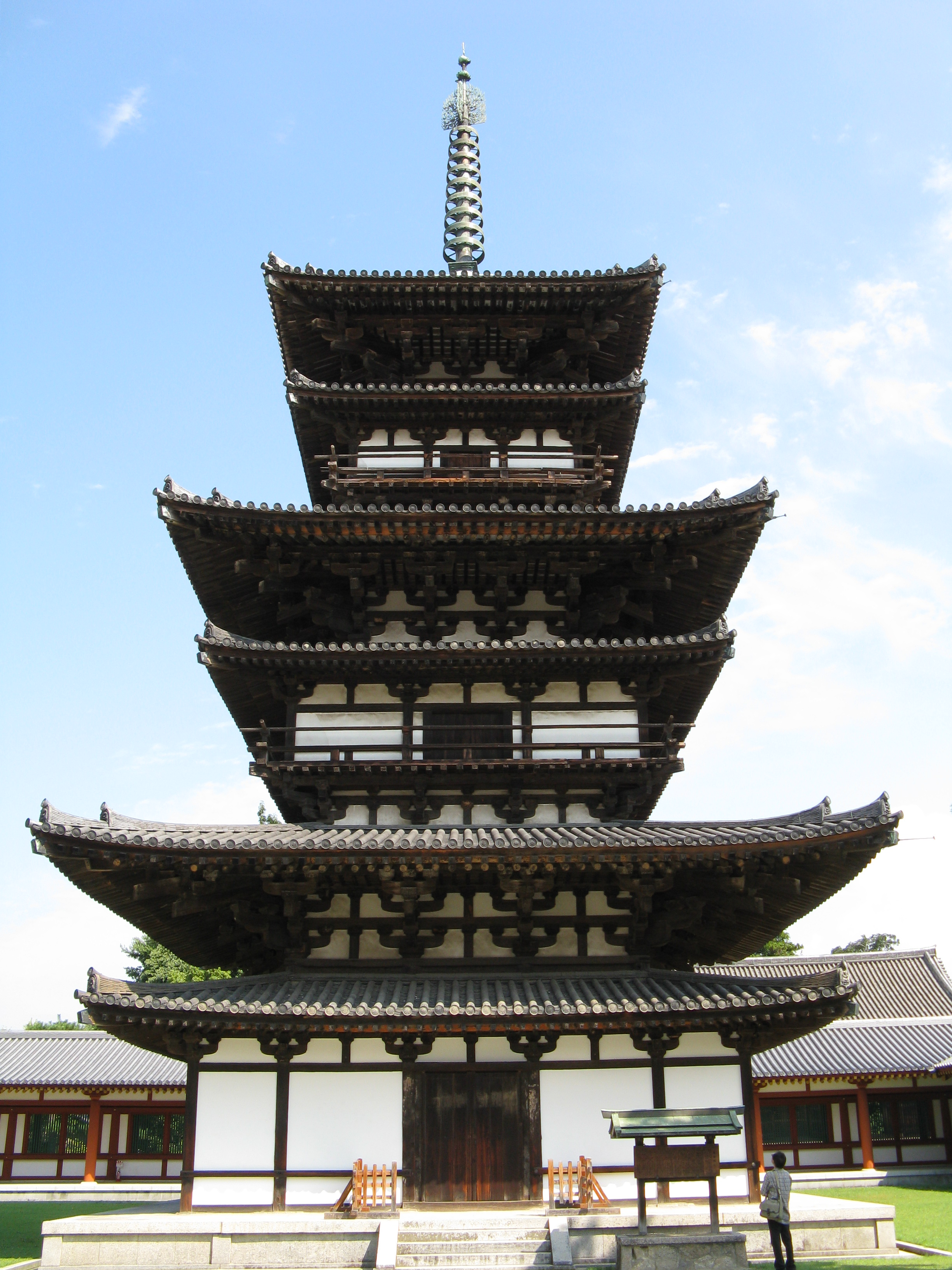
Chùa Yakushiji ở Nara

## Hệ phả, Tông phái
Phật giáo Nhật Bản có rất nhiều tông phái khác nhau. Ở đây trình bày hệ phả và liệt kê tông phái của 13 tông phái theo hệ thống thường được nhắc đến phổ biến hơn cả là hệ "Thập tam tông thập lục phái":
- Phật giáo Nara ("Nam đô lục tông": 6 tông phái kinh đô phương nam, thời Nara)
  - Hoa Nghiêm Tông (bản địa): khai tổ là Shinshō (Thẩm Tường), đặt cơ sở tại chùa Tōdaiji (Đông Đại Tự)
  - Pháp Tướng Tông: khai tổ là Dōshō (Đạo Chiêu), đặt cơ sở tại chùa Kōfukuji (Hưng Phúc Tự), Yakushiji (Dược Sư Tự),...
  - Luật Tông: khai tổ là hòa thượng Ganjin (Giám Chân), đặt cơ sở tại chùa Tōshōdaiji (Đường Chiêu Đề Tự)
- Phật giáo Heian ("Bình An nhị tông": 2 tông phái thời Heian) và Mật Tông
  - Chân Ngôn Tông (Đông Mật): khai tổ là Kūkai (Không Hải – sư Hoằng Pháp), đặt cơ sở tại chùa Tōji (Đông Tự) núi Hachiman'yama (Bát Phiên Sơn), chùa Kongōbuji (Kim Cương Phong Tự) núi Kōyasan (Cao Dã Sơn),...
  - Thiên Thai Tông (Tây Mật): khai tổ là Saichō (Tối Trừng – sư Truyền giáo), đặt cơ sở tại chùa Enryakuji (Duyên Lịch Tự) núi Hieizan (Tỉ Duệ Sơn),...
- Pháp Hoa (hệ Phật giáo Pháp Hoa thời Kamakura)
  - Nhật Liên Tông: khai tổ là Nichiren (Nhật Liên – sư Lập Chính), đặt cơ sở tại chùa Kuonji (Cửu Viễn Tự) núi Minobusan (Thân Duyên Sơn),...
- Tịnh Độ (hệ Phật giáo Tịnh Độ thời Kamakura)
  - Tịnh Độ Tông: khai tổ là Hōnen (Pháp Nhiên – sư Viên Quang), đặt cơ sở tại chùa Chi'on'in (Tri Ân Viện) núi Kachōzan (Hoa Đỉnh Sơn), chùa Kōmyōji (Quang Minh Tự) núi Hōkokuzan (Báo Quốc Sơn), chùa Zenrinji (Thiền Lâm Tự) núi Shōjuraigōsan (Thánh Chúng Lai Nghênh Sơn),...
  - Tịnh Độ Chân Tông (cũng gọi là Chân Tông, Nhất Hướng Tông): khai tổ là Shinran (Thân Loan – sư Kiến Chân), đặt cơ sở tại chùa Nishihonganji (Tây Bản Nguyện Tự) núi Ryūkokuzan (Long Cốc Sơn), chùa Higashihonganji (Đông Bản Nguyện Tự),...
  - Dung Thông Niệm Phật Tông: khai tổ là Ryōnin (Lương Nhẫn – sư Thánh Ứng), đặt cơ sở tại chùa Dainenbutsuji (Đại Niệm Phật Tự)
  - Thời Tông: khai tổ là Ippen (Nhất Biến – sư Viên Chiếu), đặt cơ sở tại chùa Shōjōkōji (Thanh Tịnh Quang Tự) núi Fujisawayama (Đằng Trạch Sơn)
- Thiền (hệ Phật giáo Thiền thời Kamakura) và Thiền tông
  - Tào Động: khai tổ là Dōgen (Đạo Nguyên – sư Thừa Dương), đặt cơ sở tại chùa Eiheiji (Vĩnh Bình Tự) núi Kisshōzan (Cát Tường Sơn), chùa Sōjiji (Tổng Trì Tự) núi Shogakusan (Chư Nhạc Sơn)
  - Lâm Tế (bản địa): khai tổ là Eisai (Vinh Tây – Thiên Quang quốc sư), đặt cơ sở tại chùa Kenninji (Kiến Nhân Tự), Engakuji (Viên Giác Tự), Myōshinji (Diệu Tâm Tự), Tōfukuji (Đông Phúc Tự),...
  - Hoàng Bách: khai tổ là Ingen (Ẩn Nguyên – sư Chân Không), đặt cơ sở là chùa Manbukuji (Vạn Phúc Tự) núi Ōbaku (Hoàng Bách)

## Lịch sử
Đạo Phật bắt đầu từ Ấn Độ từ thế kỷ thứ 6 trước Công Nguyên. Một nhánh chính của Phật giáo, nhánh Mahayana hay gọi là Phật giáo Đại thừa đã du nhập vào Nhật Bản. Phật giáo được du nhập vào Nhật từ Trung Hoa và Triều Tiên dưới dạng món quà của vương quốc thân hữu Triều Tiên Kudara vào thế kỷ thứ 6 sau Công Nguyên. Trong khi Phật giáo được giới quý tộc cai trị ủng hộ, lúc đầu nó lại không phổ biến trong giới thường dân vì những lý thuyết phức tạp của nó.

### Thời kỳ Asuka
Theo Nhật Bản Thư Kỷ ghi lại thì Phật giáo truyền vào Nhật Bản vào năm 552 thời kỳ Asuka (năm Kimmei (Khâm Minh) thứ 13) khi vua Seong (Thánh Vương) nước Baekje (Bách Tế - bđ.Triều Tiên) dâng tượng Phật Thích Ca bằng đồng mạ vàng và các kinh văn Phật giáo cho vua Nhật. Tuy vậy, căn cứ theo các ghi chép "Triều đại Thiên hoàng Kimmei ngày 12 tháng 10 năm Mậu Ngọ" trong tập ký về Thái tử Shōtoku (Thánh Đức) và "Triều đại Thiên hoàng Kimmei năm 7 tuổi tháng 12 Mậu Ngọ" trong "Ký sự thành lập, di chuyển chùa Gangōji (Nguyên Hưng Tự)"…v.v thì hiện nay đa số người ta tin rằng Phật giáo đã truyền vào Nhật Bản vào năm Mậu Ngọ 538 (năm Senka (Tuyên Hóa) thứ 3). Trong các sách giáo khoa lịch sử Nhật cũng thống nhất dựa vào mốc thời gian này.
Cũng theo "Nhật Bản Thư Kỉ", từ sau khi Phật giáo truyền vào Nhật Bản đã xảy ra một loạt các sự kiện. Khi Thiên hoàng Kimmei hỏi ý kiến quan lại trong triều về việc có nên tiếp nhận đạo Phật hay không thì cả Mononobe no Okoshi (Vật Bộ Vĩ Dư) và phe Nakatomi no Kamako (Trung Thần Liêm Tử) theo Thần Đạo đều phản đối Phật giáo. Tuy nhiên đại thần Soga no Iname (Tô Ngã Đạo Mục) có ý muốn tiếp nhận Phật giáo, đã nói rằng "Các nước phía Tây đều đã tin theo Phật giáo. Cớ sao Nhật Bản lại có thể không tin theo?" (Tây phiên chư quốc nhất giai lễ chi, Phong thu Nhật Bản khải độc bối dã) nên Thiên hoàng Kimmei đã ban tượng Phật vàng và kinh điển cho ông. Vì thế Soga no Iname đã cải biến tư phủ thành chùa để chiêm bái tượng Phật. Thế rồi ngay lúc đó dịch bệnh bùng phát, phe Okoshi nhân đó mà phao lên rằng "Vì tôn thờ thần ngoại lai (Phật) nên đã khiến cho các thần trong nước nổi giận" (Tích nhật bất tu thần kế Trí tư bệnh tử Kim bất viễn nhi phục Tất đương hữu khánh Nghị tảo đầu khí Cần cầu hậu phúc) rồi đốt chùa và vất tượng Phật ở Horie (Quật Giang), Naniwa (Nan Ba). Sau đó, cuộc tranh cãi xung quanh việc tin theo Phật giáo hay không tiếp tục lan xuống đời con của các phe Mononobe no Okoshi và Soga no Iname là Mononobe no Moriya (Vật Bộ Thủ Ốc) và Soga no Umako (Tô Ngã Mã Tử), rồi tiếp tục mãi cho đến khi phe Mononobe no Moriya diệt vong trong xung đột về chọn người kế vị Thiên hoàng Yōmei (Dụng Minh). Cuộc chiến này có sự tham gia của hoàng thái tử Umayado (Cứu Hộ - sau này gọi là Thái tử Shōtoku (Thánh Đức)) về phe Umako. Hoàng thái tử Umayado cầu xin chiến thắng nơi Tứ Thiên Vương và đã đạt thành sự thực, do đó cho dựng ở Setsu (Nhiếp Luật) chùa Shitennouji (Tứ Thiên Vương Tự) nay ở quận Shitennouji, thành phố Ōsaka. Umako cũng cầu nguyện Chư Thiên Vương, Đại Thần Vương và thề sau khi chiến thắng sẽ xây dựng chùa tháp cho Chư Thiên Vương, Đại Thần Vương để phổ biến Tam Bảo. Vì thế Umako đã cho xây chùa Hōkōji (Pháp Hưng Tự, tên khác là Asukadera (Phi Điểu Tự), đến khi chuyển sang Nara thì đổi tên thành Gangōji (Nguyên Hưng Tự)). Thái tử Umayado còn viết "Tam Kinh Nghĩa Sớ" diễn giải 3 bộ Pháp Hoa Kinh, Duy Ma Kinh, Thắng Man Kinh; quy định điều thứ 2 trong "Hiến pháp 17 điều" là "Thành kính Tam Bảo; Tam Bảo là Phật, Pháp, Tăng" (Đốc kính Tam Bảo Tam Bảo giả Phật Pháp Tăng dã); đã góp phần tích cực trong việc phổ biến đạo Phật. Từ đó về sau Phật giáo trở thành công cụ để yên dân trị quốc, cả hoàng tộc cũng bắt đầu cho xây dựng chùa chiền.
Thiên hoàng Temmu (Thiên Vũ) cho xây dựng chùa Daikandaiji (Đại Quan Đại Tự, tiền thân của chùa Daianji (Đại An Tự)), Thiên hoàng Jitō (Trì Thống) thì cho xây dựng chùa Yakushiji (Dược Sư Tự). Phong trào xây dựng chùa chiền này đạt đến đỉnh điểm vào thời Thiên hoàng Shōmu (Thánh Vũ).

### ThờiNara
Ở Trung Quốc và Nhật Bản, cùng với sự phát triển của đạo Phật, Pháp lệnh Tăng ni nhằm thống nhất và quản lý tăng ni cả nước (hệ thống riêng biệt với hệ thống của Phật giáo) cũng đã được đề ra trong quá trình xây dựng chế độ quản lý theo luật lệnh. Tuy nhiên ở Trung Quốc thì người ta cho rằng việc xuất gia tu Phật phá hoại trật tự "gia (gia đình)", không hợp với luân lý Nho giáo. Trái lại, tiêu biểu ở Nhật Bản lại là hiện tượng các chế độ Pháp lệnh Tăng ni, đặt chức quan chứng thực thân phận và quản lý tăng ni lần lượt xuất hiện và phát triển mạnh mẽ đến mức trở thành một hệ thống, tổ chức quan quyền dưới màu sắc "trị quốc an dân". Ví dụ như: tăng chứng, tăng đô... là một số chức quan quản lý tăng ni được xác lập dưới chế độ luật lệnh. Sự quản lý giám sát được thể hiện triệt để nhất trong việc thành lập những "quan tự" (chùa được triều đình quản lý và cung cấp kinh phí). Các ngôi chùa này có sự khác biệt rất lớn với những ngôi chùa khác do quý tộc hoặc dân chúng xây dựng, gọi là "tư tự". Điều đó cho thấy rõ nỗ lực và mối quan hệ chi phối của triều đình vào Phật giáo thời này như thế nào.
6 tông phái kinh đô phương nam là Tam Luận Tông, Thành thật tông, Pháp Tướng Tông, Câu Xá tông, Luật Tông và Hoa Nghiêm Tông đều hoạt động mạnh mẽ. Về sau, Thiên hoàng Shōmu nhường ngôi cho Thiên hoàng Kōken (Hiếu Khiêm) rồi xuất gia. Chịu ảnh hưởng tôn giáo mạnh mẽ từ hoàng hậu Kōmyō (Quang Minh), Thiên hoàng Shōmu ra lệnh xây dựng hệ thống chùa Kokubunji (Quốc Phân Tự), Kokubunniji (Quốc Phân Ni Tự) và cho làm bức tượng Daibutsu (Đại Phật) ở Tōdaiji (Đông Đại Tự) vốn là Kokubunji ở Yamato (Đại Hòa). Thượng hoàng Shōmu đã xuất gia tự xưng là "kẻ hầu của Tam Bảo". Khi Phật giáo Nhật Bản đã hình thành những cơ sở vững chắc, thuyết "bản địa thùy tích" được khởi xướng với quan điểm rằng các thần của Nhật Bản thực tế là hóa thân của Phật, và người ta đã xác định "nguồn gốc Phật" của nhiều vị thần và tạo tác các tượng thần dưới hình dáng tăng lữ. Tuy vậy, Phật giáo ngày càng thịnh hành thì số tăng lữ không tuân thủ giới luật cũng tăng lên. Vì thế cho nên vào thời Thiên hoàng Shōmu, hòa thượng Ganjin (Giám Chân) gốc Trung Hoa đã được mời sang Nhật lập giới đàn ở chùa Tōdaiji nhằm thực hiện việc thụ giới cho tăng lữ. Chính Thiên hoàng Shōmu cũng đã thụ giới từ ông. Sau đó Ganjin cho dựng chùa Tōshōdaiji (Đường Chiêu Đề Tự) và sống ở đó.

### ThờiHeian
Từ thời kỳ này các chùa chiền, tự viện bắt đầu có tiếng nói và thế lực chính trị. Nhằm làm suy yếu ảnh hưởng của thế lực chùa chiền, Thiên hoàng Kammu (Hoàn Vũ) đã cho dời đô đến kinh Heian (Bình An Kinh), đồng thời phái sư Kūkai (Không Hải) và Saichō (Tối Trừng) theo các đoàn Khiển Đường Sứ (sứ giả Nhật phái sang nhà Đường) sang Trung Quốc để học tập Mật Tông - Kim Cương Thừa. Những luồng tư tưởng Phật giáo mới xuất hiện đã xung đột, đối kháng với Phật giáo cũ thời Nara. Saichō (khai sáng Thiên Thai Tông) và Kūkai (khai sáng Chân Ngôn Tông) lần lượt lấy núi Hieizan (Tỉ Duệ Sơn) và Kōyasan (Cao Dã Sơn) làm cơ sở xây dựng chùa và phát triển, truyền bá Mật Tông. Thời điểm khoảng giữa thời Heian là đúng 2000 năm sau Thích Ca nhập diệt. Người ta tin rằng sau 1000 năm Chính Pháp và 1000 năm Tượng Pháp thì sẽ bắt đầu thời kỳ đen tối Phật giáo diệt vong gọi là Mạt Pháp. Vào thời Mạt Pháp thì có nỗ lực bao nhiêu chăng nữa cũng không thể giác ngộ được. Đây là thời điểm các quốc gia suy vong, lòng người dao động và không thể hi vọng gì vào mưu cầu hạnh phúc ở thế giới hiện tại được. Chính từ tình hình như thế mà một tông phái mới đã xuất hiện và lan truyền mạnh mẽ là Tịnh Độ Tông với chủ trương tìm kiếm sự giải thoát ở thế giới bên kia. Giai cấp quý tộc ai ai cũng tụng niệm "A Di Đà Phật", cho vẽ các bức "Lai Nghênh Đồ" cầu cho có thể đến được cõi Tây phương cực lạc. Đỉnh cao là việc xây dựng Byōdōin (Bình Đẳng Viện) ở Uji (Vũ Trị) với Phượng Hoàng Đường có hình dáng mô phỏng hệt như cung điện của phật A Di Đà ở cõi cực lạc. Tuy vậy, vào cuối thời Heian, những bất ổn xã hội ngày càng gia tăng, những đền chùa lớn với nhiều ruộng đất và của cải quyên góp trở thành mục tiêu thường xuyên của trộm cướp. Vì vậy nhằm phòng vệ trước những kẻ xâm nhập từ bên ngoài, các tăng lữ và tín đồ đã tự vũ trang thành "tăng binh". Nhưng dần dần chính các tăng binh này khuếch trương thế lực thành những tập đoàn vũ trang và thường xuyên có những hành vi vũ lực như công kích các tông phái và chùa chiền đối lập và chỉ trích triều đình, trở thành một yếu tố bất ổn xã hội. Ngoài ra, đã xuất hiện một số đền chùa được xây dựng kiên cố như thành trì với chân tường đá bồi và hào nước sâu.

### ThờiKamakura
Bước vào thời Kamakura, những biến cố từ cuối thời trước khiến cho trong nội bộ Phật giáo cũng nảy sinh nhiều biến đổi. Dòng Phật giáo chủ đạo cho đến lúc đó là "trị quốc an dân" với các nghi thức và nghiên cứu hướng đến quốc gia và giai cấp quý tộc nhưng dần dần đã bình dân hóa với mục đích chuyển dần sang cứu nhân độ thế. Khác hẳn với các tông phái hiện hữu, thay vì thực hiện tu hành khắc khổ với những lý luận khó hiểu, các tông phái Phật giáo mới này chủ trương rất thực tiễn là tín đồ có thể tu tại gia và sinh hoạt bình thường. Trong số này phải kể đến như: Nhật Liên Tông chủ trương cứu khổ bằng việc tụng Nam Vô Diệu Pháp Liên Hoa Kinh. Tịnh Độ Tông chủ trương cứu khổ bằng việc thường xuyên niệm "Nam Vô A Di Đà Phật". Tiến xa hơn Tịnh Độ Tông một bước là Tịnh Độ Chân Tông(còn gọi là Nhất Hướng Tông) với chủ thuyết "Ác nhân chứng cơ" rằng: Chỉ cần là thiện nhân thì có thể tái sinh ở thế giới cực lạc. Thiện nhân là những người không cần trông cậy vào Phật A Di Đà mà với nghiệp lực của tự bản thân có thể tích công đức và giác ngộ được. Còn phàm nhân, những kẻ như chúng ta cứ ôm ấp vào thân đầy phiền não thì không thể nào tái sinh ở cực lạc. Lại có những tông phái chủ trương vừa nhảy múa vừa tụng niệm Phật như Dung Thông Niệm Phật Tông và Thời Tông. Như vậy, vào thời Kamakura các tông phái mới xuất hiện vô số kể, có thể nói là hỗn loạn. Các tông phái mới này còn phải chịu nhiều sự phê phán, đả kích từ những tông phái hiện hữu cho đến khi tồn tại bền vững, nhưng đồng thời chúng cũng thổi một luồng gió cách tân vào các tông phái cũ. Trong số các tông phái này phải kể đến sư Nichiren (Nhật Liên) của Nhật Liên Tông, được biết đến thái độ quá khích là phê phán các tông phái khác và nói rằng nếu niệm Đề Mục Kinh thì đất nước sẽ tiêu vong, nên đã bị Mạc phủ đàn áp thẳng tay. Tuy vậy, sau khi thâm nhập vào quần chúng nhân dân thì sự đàn áp đó cũng dần dần chìm đắm đi.
Thời Kamakura là thời đại mà tầng lớp võ sĩ đoạt quyền lực chính trị từ tay quý tộc và dần dần xác lập vị thế vững chắc của mình. Trong thời đại này, 2 Thiền phái lớn của Trung Quốc lần lượt truyền vào Nhật Bản là dòng thiền Lâm Tế và dòng thiền Tào Động. Do có uy lực và được tầng lớp võ sĩ ưa chuộng, ở những nơi như Kamakura có rất nhiều thiền viện được xây mới và hoạt động phổ biến. Năm đại biểu lớn trong số này hợp thành nhóm "5 núi Kamakura" (Liêm Thương Ngũ Sơn). Ngoài ra, sư Kokanshiren (Hổ Quan Sư Luyện) đã viết một tác phẩm về lịch sử Phật giáo tựa là "Nguyên Hanh Thích Thư".
Đi xa hơn nữa là hiện tượng phê phán, xét lại hiện trạng giáo lý cổ điển cũng bắt đầu tăng cao. Đặc biệt như là Luật Tông và tông phái phát sinh từ nó là Chân Ngôn Luật Tông thì không chỉ tham gia vào các hoạt động xã hội cứu nhân độ thế mà còn tiến đến phủ nhận giới đàn do quốc gia chỉ định rồi bắt đầu tự lập nghi thức thụ giới riêng của mình. Điều đó cho thấy tính cách tân triệt để hơn cả các tông phái mới xuất hiện.

### ThờiNam Bắc triều–Chiến quốc
Năm 1333, Mạc phủ Kamakura diệt vong. Từ thời Nam Bắc triều đến thời Muromachi, trung tâm chính trị đất nước chuyển về Kyōtō. Thiên hoàng Go Daigo (Hậu Đề Hồ) khởi xướng "Tân chính Kemmu", nhóm "5 núi" chuyển từ Kamakura về Kyōtō, lập nhóm "5 núi Kyōtō" (Kinh Đô Ngũ Sơn). Tướng quân Ashikaga Takauji (Túc Lợi Tôn Thị) thiết lập Mạc Phủ ở Kyōtō, từ đó nhóm 5 núi Thiền Tông mà tầng lớp võ sĩ luôn mong ước từ trước được lập ra, dòng thiền Lâm Tế được Mạc phủ chính thức bảo hộ. Vào đầu thời Muromachi, các đền chùa Thiền Tông như chùa Nanzenji (Nam Thiền Tự) đối lập với các thế lực Phật giáo cũ như Thiên Thai Tông ở chùa Enryakuji và trở thành vấn nạn chính trị thực sự. Mặc khác, thiền sư Musō Soseki (Mộng Song Sơ Thạch) hợp tác phái đi với phía chùa Tenryūji (Thiên Long Tự) của Takauji cùng với đệ tử Shun’oku Myōha (Xuân Ốc Diệu Ba) đều có ảnh hưởng chính trị khá lớn. Đệ tử của họ đến đời Tướng quân thứ 3 là Ashikaga Yoshimitsu (Túc Lợi Nghĩa Mãn) đã bắt đầu mối quan hệ hữu nghị với nhà Minh (Trung Quốc) và khai thác mậu dịch với nhà Minh và nhà Thanh. Đây cũng là một vấn đề ngoại giao. Sự tiếp cận giữa võ sĩ và giới Phật giáo như thế đã ảnh hưởng đến văn hóa quý tộc và văn hóa võ sĩ, có thể thấy dấu vết sự dung hợp của văn hóa vùng núi phía bắc như chùa Rokuonji (Lộc Uyển Tự, còn gọi là Kinkakuji (Kim Các Tự)) thời Yoshimitsu và văn hóa vùng núi phía đông như chùa Jishōji (Từ Chiếu Tự, còn gọi là Ginkakuji (Ngân Các Tự)) thời Ashikaga Yoshimasa (Túc Lợi Nghĩa Chính). Văn hóa thời Muromachi nổi bật với các loại hình nghệ thuật mang ảnh hưởng Phật giáo như tranh thủy mặc, kiến trúc, trà đạo, hoa đạo, vườn đá... để lại nhiều tác phẩm cho đời sau. Ngoài ra, để đảm bảo nguồn thu nhập ổn định trong các đền chùa có nơi đẩy mạnh nghiệp vụ tài chính tạo vốn ở các khoản thu trợ cấp của lãnh địa hoặc tiền cúng dường. Mặt khác, ở những đền chùa được "thành trì hóa" thì cũng có những người đóng góp tư sản làm vốn. Tuy nhiên nhiều người không thể chịu được do lãi suất trở nên quá cao, đã phát động phong trào Tokusei Ikki (Đức Chính Nhất Quỹ) lấy thế lực đền chùa làm đối tượng công kích.
Dòng thiền Tào Động có sức ảnh hưởng lớn ở địa phương và tầng lớp bình dân. Đối với tầng lớp công thương nghiệp thành thị ở Kyōtō thì Nhật Liên Tông lại phổ biến hơn cả. Nói về các nhà truyền giáo thì trong thời kỳ này, Rennyo (Liên Như) của Tịnh Độ Chân Tông và Nisshin (Nhật Thân) của Nhật Liên Tông là 2 tên tuổi nổi tiếng. Về sau, Rennyo của Tịnh Độ Chân Tông đã vượt qua các chướng ngại như ở núi Hieizan và lập giáo đoàn hùng mạnh ở chùa Honganji (Bản Nguyện Tự) thu hút số tín đồ rất lớn và sau Loạn Onin đã đạt đến danh vị Lãnh chúa Thủ hộ, ngang bằng với các lãnh chúa thời Chiến quốc. Cũng gọi là Nhất Hướng Tông, thế lực này cố kết chặt chẽ dưới danh nghĩa tôn giáo và uy hiếp thế lực của các lãnh chúa thủ hộ hiện hữu. Trong số đó, phong trào Ikkō Ikki (Nhất Hướng Nhất Quỹ) ở Kaga (Gia Hạ) là tiêu biểu nhất, đã trấn áp nhiều lãnh chúa thủ hộ và lan rộng quyền tự trị (chủ yếu về thuế quan và tài phán). Vì vậy các lãnh chúa thời Chiến quốc muốn bành trướng thế lực của mình buộc phải chọn hoặc phải thỏa hiệp hoặc phải đối đầu với các thế lực này mà đa số đều đã chọn con đường thỏa hiệp.
Trong số các phong trào Ikkō Ikki ở các nơi, phong trào ở chùa Ganshōji (Nguyện Chứng Tự) ở Nagashima (Trường Đảo) Ise (Y Thế) đã ngoan cường chống lại lãnh chúa Oda Nobunaga (Chức Điền Tín Trường) rồi sau đó bị Oda Nobunga dẫn quân thảm sát đến diệt vong. Chùa Ishiyama Honganji (Thạch Sơn Bản Nguyện Tự), tổng đà của toàn bộ môn đồ Ikkō cả nước, cũng thành lập tổ chức mạnh mẽ như các lãnh chúa thời Chiến quốc, vào thời của Kennyo (Hiển Như) cũng chống lại lãnh chúa Oda Nobunaga, sau cuộc khổ chiến kéo dài trước sau cả 10 năm gọi là Trận chiến Ishiyama đã phải rút lui khỏi núi Ishiyama. Ngay cả ở Mikawa (Tam Hà) là nơi thế lực Ikkō khá mạnh, sau khi bị Tokugawa Ieyasu (Đức Xuyên Gia Khang) mới lên đàn áp, nội bộ cũng phân rã làm hai. Một câu chuyện cũng khá nổi tiếng thời này là lãnh chúa Oda Nobunaga đã cho tăng lữ Nhật Liên Tông và Tịnh Độ Tông tranh luận tôn giáo với nhau rồi tuyên bố Tịnh Độ Tông là bên thắng cuộc. Người ta nói rằng để kìm hãm Nhật Liên Tông đối lập với tông phái khác nên Tịnh Độ Tông đã nhận được phán quyết có lợi.

### ThờiAzuchi Momoyama
Lãnh chúa Toyotomi Hideyoshi (Phong Thần Tú Cát) cho xây dựng thành Ōsakajō (Đại Phản Thành) trên nền chùa Ishiyama Honganji nhưng về cơ bản ông ta luôn tìm kiếm đồng minh nơi các thế lực tự viện. Trong suốt quá trình sự nghiệp của ông cũng không ít lần vì chiến loạn mà phá hoại đền chùa nhưng để thu xếp mĩ mãn ông đã phái người em là Toyotomi Hidenaga (Phong Thần Tú Trường) đến vùng Yamato nơi có lực lượng tăng binh hùng mạnh. Ngoài ra, việc triển khai trưng thu vũ khí với mục tiêu không chỉ là nông dân mà còn có cả đền chùa đã góp phần nhất định vào việc giải trừ quân bị các đền chùa. Việc thống nhất, quản lý và giải trừ quân bị đền chùa còn tiếp diễn đến thời Mạc phủ Edo với nhiều vấn đề lớn.

### ThờiEdo
Sau cái chết của Toyotomi Hideyoshi, Tokugawa Ieyasu lên nắm quyền đã quy định "Chế độ quản lý tự viện" và đặt chức quan phụ trách đền thần, đình chùa, nhờ đó mà đã đặt Phật giáo dưới sự quản lý của Mạc phủ. Ngoài ra ông còn cho thi hành chế độ đăng ký hộ tịch dân chúng nơi đền chùa. Năm 1654, sư Ingen (Ẩn Nguyên) nhà Minh (Trung Quốc) đã sang Nhật truyền bá dòng thiền Hoàng Bách. Thế lực Phật giáo lớn nhất bấy giờ là Tịnh Độ Chân Tông do có nội loạn nên phân liệt thành hai nhánh Đông và Tây, kết quả là tự suy yếu đi.

### ThờiMeiji
Từ nửa sau thời Edo, sự phát triển của phong trào Quốc học do Motoori Norinaga (Bản Cư Tuyên Trường) đã dẫn đến cuộc Duy tân Minh trị, thành lập chính quyền Minh Trị theo đường lối Quốc học với bộ phận lớn là những người ở phiên quốc Chōshū (Trường Châu). Chính quyền được trao lại cho Thiên hoàng với kết quả là đối sách Chú trọng Thần Đạo của chính phủ mới, cả nước thi hành "Phế Phật hủy Thích" khiến cho số lượng đền chùa Phật giáo giảm đáng kể. Năm 1871 (năm Meiji (Minh Trị) thứ 4), chính phủ đã đặt dấu chấm hết đối với thiền phái Phổ Hóa của sư Hư Vô. Chính phủ cũng cấm truyền đạo đối với Bất Thụ Bất Thi Phái và Ki-tô Giáo. Các tông phái đã tiến đến hiện đại hóa Phật giáo, tham gia các hoạt động phúc lợi xã hội và giáo dục như mở trường đại học tôn giáo.

### Thời kỳ đầuShōwa
Qua các sự kiện như ban hành Pháp lệnh Thần Phật phân ly... về mặt hành chính tôn giáo đã nằm trong sự quản lý của chính phủ tuy nhiên phải đến năm 1939 (năm Shōwa (Chiêu Hòa) thứ 14) mới lần đầu tiên có văn bản chính thức là "Luật Đoàn thể Tôn giáo". Trong quá trình xác lập Thể chế Thần Đạo toàn quốc, trên pháp luật Thần Đạo không phải là tôn giáo nhưng còn các đoàn thể tôn giáo khác như Phật giáo, các giáo phái Thần Đạo, Ki-tô giáo thì vẫn chưa được xem xét, áp dụng thích đáng. Sự cần thiết phải có pháp luật về tôn giáo cũng được chính giới nhận thức từ sớm nên từ năm 1899 (năm Minh Trị thứ 32) đã có Dự thảo Luật Tôn giáo lần 1 do Viện Quý tộc đệ trình nhưng đã bị phủ quyết. Vào năm 1927 (năm Chiêu Hòa thứ 2) và năm 1929 (năm Chiêu Hòa thứ 4) lại có Dự thảo Tôn giáo được đưa ra ở Nghị viện nhưng sau quá trình thẩm lý đã không đi đến quyết định gì... Nhờ vào Luật Đoàn thể Tôn giáo, phần lớn đoàn thể tôn giáo lần đầu tiên trở thành pháp nhân theo luật định, ngay cả Ki-tô giáo cũng lần đầu tiên đạt được địa vị pháp lý. Tuy vậy đây là đạo luật còn mang nặng tính giám sát, quản lý.

### Thời kỳ nửa sauShōwađến nay
Sau Chiến tranh thế giới thứ 2, năm 1945 (năm Chiêu Hoà thứ 20), ngày 28 tháng 12, Pháp lệnh Pháp nhân Tôn giáo được ban hành và thực thi, những định chế đối với các đoàn thể tôn giáo bị bãi bỏ. Năm 1951, Pháp lệnh Pháp nhân Tôn giáo cũng bị bãi bỏ, thay vào đó là Luật Pháp nhân Tôn giáo với chế độ chứng nhận tư cách. Nhân sự kiện đánh hơi độc hệ thống điện ngầm của Giáo phái Aum vào năm 1995 (năm Bình Thành thứ 7), Luật Pháp nhân Tôn giáo được cải chính lại một phần.